# Ochthebius amplicollis
Ochthebius amplicollis är en skalbaggsart som beskrevs av Champion 1925. Ochthebius amplicollis ingår i släktet Ochthebius och familjen vattenbrynsbaggar. Inga underarter finns listade i Catalogue of Life.